# Andrena lewisorum
Andrena lewisorum är en biart som beskrevs av Thorp 1969. Andrena lewisorum ingår i släktet sandbin, och familjen grävbin. Inga underarter finns listade i Catalogue of Life.